# Polizei SV Bremen
Polizei SV Bremen is een Duitse sportclub uit de stad Bremen. De club werd opgericht in 1921 en is actief in onder andere badminton, boksen, handbal, jiu-jitsu, judo, schieten, taekwondo, tafeltennis, turnen, voetbal en zwemmen. Hoewel de club aanvankelijk enkel open stond voor politiemedewerkers zijn nu ook gewone burgers welkom.